# 産経新聞開発 (大阪)
産経新聞開発株式会社（さんけいしんぶんかいはつ、登記社名: 産經新聞開発株式会社）は、産業経済新聞社のグループ会社である。

## 沿革
- 1970年4月 - 株式会社広島サンケイ開発センターとして設立。
- 1973年8月 - サンケイ新聞開発株式会社に社名変更
- 1981年 - 旅行業に参入するため「サンケイ旅行会」設立
- 1987年10月 - 株式会社サンケイ教育新聞社を合併
- 1988年7月 - 産経新聞の題字（サンケイ→産経）への変更に伴い社名を産経新聞開発株式会社に変更する。
- 1993年4月 - 株式会社サンケイマネジメントセンターの業務を譲受（1999年12月双方合併）
- 2005年 - 社屋を現在の難波サンケイビルに移転

## 主要業務
- サンケイ旅行会（国内旅行）
- サンケイツアーズ（国外旅行）